# Short track ai IX Giochi asiatici invernali - Staffetta mista
La specialità della staffetta mista di short track degli IX Giochi asiatici invernali si è svolta dal 7 all'8 febbraio 2025 allo Heilongjiang Multifunctional Hall di Harbin, in Cina.

## Risultati
Legenda
- PEN — Penalità
- q — Qualifificato per il tempo

### Quarti di finale

#### Quarto di finale 1
| Rank | Nazione                                                                      | Tempo    | Note  |
| ---- | ---------------------------------------------------------------------------- | -------- | ----- |
| 1    | Kazakistan Olga Tikhonova Malika Yermek Mersaid Zhaxybayev Abzal Azhgaliyev  | 2:45.431 | Q, GR |
| 2    | Giappone Miyu Miyashita Riho Inuzuka Kota Kikuchi Tsubasa Furukawa           | 2:46.930 | Q     |
| 3    | Taipei cinese Chung Hsiao-ying Chang Wan-ting Lin Chun-chieh Chang Chuan-lin | 2:51.211 | q     |

#### Quarto di finale 2
| Rank | Nazione                                                                                         | Tempo    | Note |
| ---- | ----------------------------------------------------------------------------------------------- | -------- | ---- |
| 1    | Cina Fan Kexin Zhang Chutong Sun Long Liu Shaolin                                               | 2:46.652 | Q    |
| 2    | Thailandia Thanutchaya Chatthaisong Punpreeda Prempreecha Chonlachart Taprom Phooripat Changmai | 2:50.870 | Q    |
| —    | Hong Kong Lam Ching Yan Nicole Law Kwok Tsz Fung Sidney Chu                                     | PEN      |      |

#### Quarto di finale 3
| Rank | Nazione                                                              | Tempo    | Note  |
| ---- | -------------------------------------------------------------------- | -------- | ----- |
| 1    | Corea del Sud Noh Do-hee Shim Suk-hee Kim Tae-sung Kim Gun-woo       | 2:43.938 | Q, GR |
| 2    | Singapore Amelia Chua Alyssa Pok Ong Ryo Yik Brandon Pok             | 2:59.264 | Q     |
| —    | India Dashiel Concessao Sravana Murthy Prajwal Sharath Eklavya Jagal | PEN      |       |

### Semifinale

#### Semifinale 1
| Rank | Nazione                                                                                         | Tempo    | Note   |
| ---- | ----------------------------------------------------------------------------------------------- | -------- | ------ |
| 1    | Corea del Sud Kim Gil-li Choi Min-jeong Park Ji-won Jang Sung-woo                               | 2:39.319 | QA, GR |
| 2    | Giappone Rina Shimada Yuki Ishikawa Shun Saito Shuta Matsuzu                                    | 2:44.956 | QA     |
| 3    | Thailandia Thanutchaya Chatthaisong Punpreeda Prempreecha Chonlachart Taprom Phooripat Changmai | 2:49.402 | QB     |

#### Semifinale 2
| Rank | Nazione                                                                      | Tempo    | Note |
| ---- | ---------------------------------------------------------------------------- | -------- | ---- |
| 1    | Cina Fan Kexin Wang Xinran Lin Xiaojun Liu Shaolin                           | 2:40.241 | QA   |
| 2    | Kazakistan Yana Khan Alina Azhgaliyeva Denis Nikisha Adil Galiakhmetov       | 2:46.491 | QA   |
| 3    | Taipei cinese Chung Hsiao-ying Chang Wan-ting Lin Chun-chieh Chang Chuan-lin | 2:51.766 | QB   |
| 4    | Singapore Amelia Chua Alyssa Pok Ong Ryo Yik Brandon Pok                     | 2:55.981 | QB   |

### Finali

#### Finale B
| Rank | Nazione                                                                                         | Tempo    | Note |
| ---- | ----------------------------------------------------------------------------------------------- | -------- | ---- |
| 1    | Thailandia Thanutchaya Chatthaisong Punpreeda Prempreecha Chonlachart Taprom Phooripat Changmai | 3:02.320 |      |
| 2    | Singapore Amelia Chua Alyssa Pok Ong Ryo Yik Brandon Pok                                        | 3:04.321 |      |
| —    | Taipei cinese Chung Hsiao-ying Chang Wan-ting Lin Chun-chieh Chang Chuan-lin                    | PEN      |      |

#### Finale A
| Rank | Nazione                                                            | Tempo    | Note |
| ---- | ------------------------------------------------------------------ | -------- | ---- |
| 1    | Corea del Sud Kim Gil-li Choi Min-jeong Park Ji-won Kim Tae-sung   | 2:41.534 |      |
| 2    | Kazakistan Yana Khan Malika Yermek Denis Nikisha Adil Galiakhmetov | 2:42.258 |      |
| 3    | Giappone Rina Shimada Riho Inuzuka Shun Saito Tsubasa Furukawa     | 2:44.058 |      |
| 4    | Cina Fan Kexin Gong Li Liu Shaoang Lin Xiaojun                     | 2:59.017 |      |